# Trisetaria ovata
Trisetaria ovata är en gräsart som först beskrevs av Christiaan Hendrik Persoon, och fick sitt nu gällande namn av Elena Paunero. Trisetaria ovata ingår i släktet Trisetaria och familjen gräs. Inga underarter finns listade i Catalogue of Life.